# Звечај (Дуга Реса)
Звечај  је насељено место у саставу града Дуге Ресе у Карловачкој жупанији, Република Хрватска.

## Становништво
На попису становништва 2011. године, Звечај је имао 203 становника.
Према попису становништва из 2001. године у насељу Звечај живело је 226 становника. који су живели у 74 породична домаћинства
Кретање броја становника по пописима 1857—2001.
| година пописа  | 1857. | 1869. | 1880. | 1890. | 1900. | 1910. | 1921. | 1931. | 1948. | 1953. | 1961. | 1971. | 1981. | 1991. | 2001. |
| бр. становника | 0     | 0     | 0     | 0     | 0     | 0     | 0     | 0     | 0     | 0     | 0     | 441   | 484   | 470   | 226   |

Напомена:У 1991. настало издвајањем из насеља Горњи Звечај. Од 1857. до 1961. подаци садржани у насељу Горњи Звечај у општини Генералски Стол.

## Попис1991.
На попису становништва 1991. године, насељено место Звечај је имало 470 становника, следећег националног састава:
| Попис 1991.‍  | Попис 1991.‍  | Попис 1991.‍ | Попис 1991.‍ | Попис 1991.‍ |
| ------------ | ------------ | ----------- | ----------- | ----------- |
|              |              |             |             |             |
| Хрвати       | Хрвати       |             | 439         | 93,40%      |
| Срби         | Срби         |             | 2           | 0,42%       |
| Југословени  | Југословени  |             | 1           | 0,21%       |
| Мађари       | Мађари       |             | 1           | 0,21%       |
| неопредељени | неопредељени |             | 6           | 1,27%       |
| регион. опр. | регион. опр. |             | 3           | 0,63%       |
| непознато    | непознато    |             | 18          | 3,82%       |
| укупно: 470  |              |             |             |             |